# Adams-Onísfördraget
Adams-Onísfördraget, även Floridaköpet och Transkontinentala avtalet (engelska: Florida Purchase, Adams-Onís Treaty, Transcontinental Treaty; spanska: Tratado de La Florida, Tratado de Adams-Onís, Tratado de Transcontinentalidad) är ett bilateralt fördrag mellan USA och Spanien. Fördraget ingicks 1819 och reglerade gränsen mellan spanska Nya Spanien och USA. Avtalet medförde också att Florida blev amerikanskt område. Fördraget slöts av Luis de Onís och John Quincy Adams och var ett stort bidrag till USA:s territoriella expansion.

## Bakgrund
Gränsen mellan USA och de spanska besittningarna i Mexiko var geografiskt oklar och Spanien ägde stora områden i nuvarande USA.
Området La Florida (Florida) upptäcktes av spanske Juan Ponce de León den 2 april 1513. Åren 1564 till 1565 var området en fransk koloni innan Spanien återtog La Florida. Genom Freden i Paris övertog Storbritannien Florida den 10 februari 1763. Området delades då i Västra Florida och Östra Florida. Den 9 maj 1781 återerövrade Spanien Västra Florida och Storbritannien avstod sedan hela området formellt den 23 september 1783. Den 10 oktober 1810 deklarerade sig Västra Florida självständig som Republiken Västra Florida men den 27 oktober samma år deklarerade USA:s president James Madison att republiken ansågs vara en del av Louisianaköpet och annekterade området den 10 december.
Området Nueva España (Nya Spanien) grundades i augusti 1521 och omfattade förutom Mexiko och stora delar av Centralamerika även stora områden i västra Nordamerika med nuvarande Kalifornien, Nevada, Utah, delar av Wyoming, Colorado, Arizona, New Mexico och Texas.
Spanien brottades med ekonomiska problem, uppror och självständighetssträvan i en rad delområden i Syd- och Centralamerika och fruktade dessutom en förlust av Florida till USA utan ersättning. Vidare utförde Seminolerna i Florida raider in i USA vilket skapade ytterligare problem.

## Fördraget

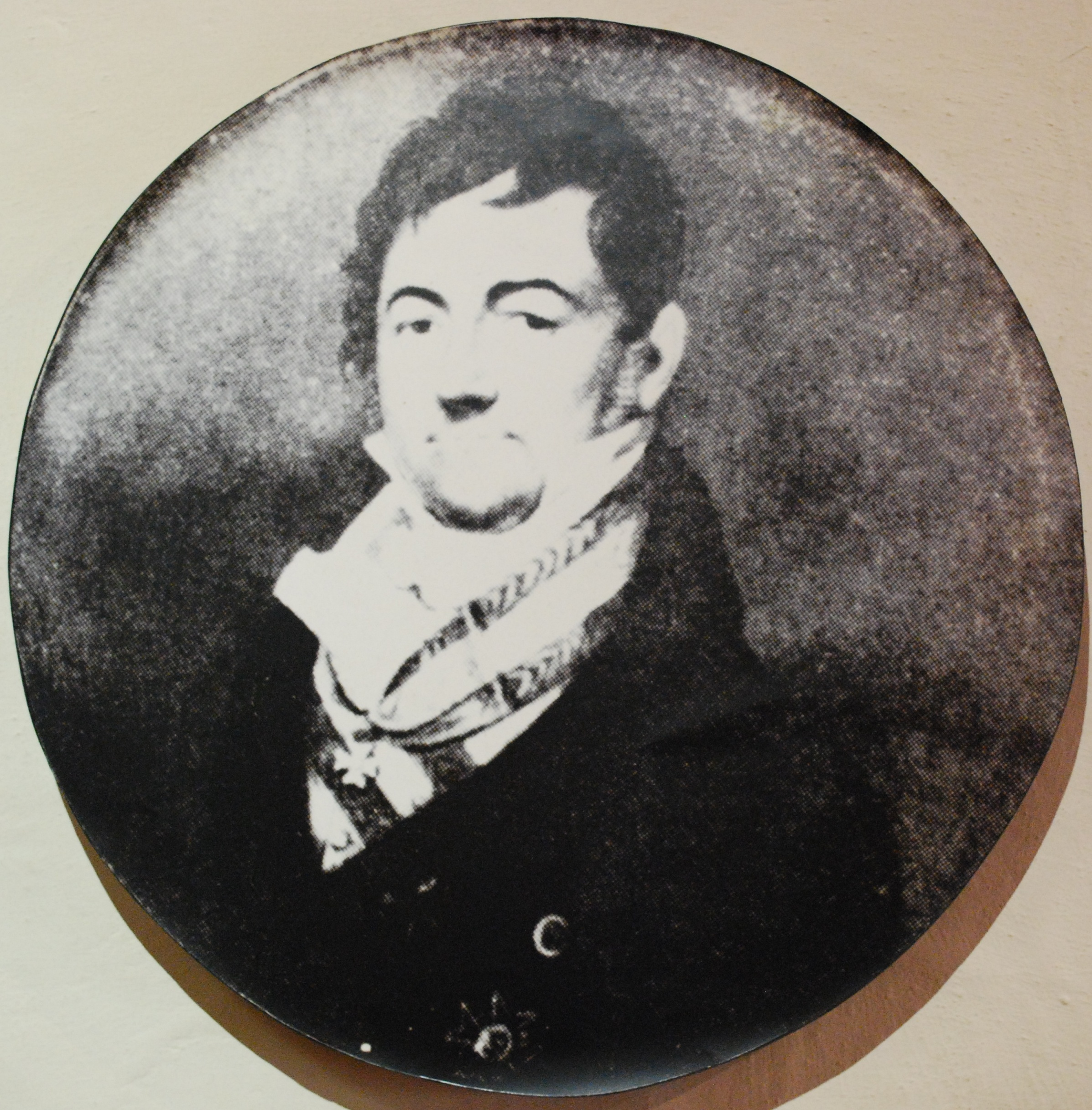
Luis de Onís.

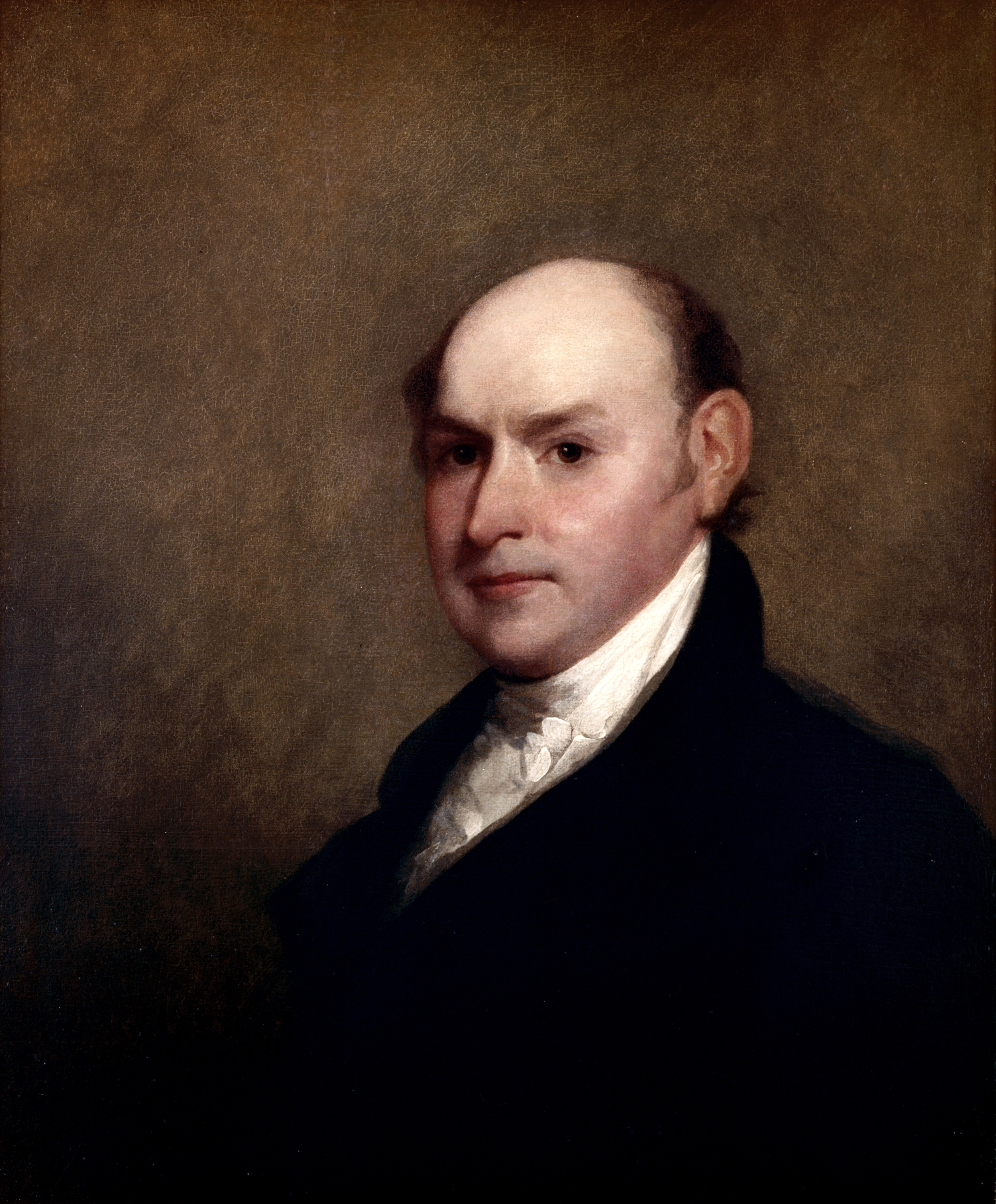
John Quincy Adams.

Förhandlingarna fördes mellan spanske kronrepresentanten Luis de Onís under vicekungen Don Juan Ruiz de Apodaca (under Ferdinand VII av Spanien) och USA:s utrikesminister John Quincy Adams (under president James Monroe).
Fördragets officiella titel är "Vänskapsavtal, reglering och gränser mellan USA och hans katolske majestät". (Treaty of Amity, Settlement, and Limits Between the United States of America and His Catholic Majesty, Tratado de amistad, arreglo de diferencias y límites entre su Majestad Católica y los Estados Unidos de América).
Fördraget omfattar 16 paragrafer och undertecknades i Washington den 22 februari 1819. Därefter godkändes det av Senaten den 24 februari och senare av presidenten. Avtalet ratificerades av Spanien först den 24 oktober 1820 och ånyo av Senaten den 19 februari 1821 och av presidenten. Fördraget trädde slutligen ikraft den 22 februari 1821 då USA och Spanien utbytte ratifikationerna vid en ceremoni i Washington.

### Gränsreglering
Avtalet reglerade gränsen mellan USA och spanska Mexiko. Gränsen fastslog längs Sabine River, Red River och Arkansas River från Texas genom New Mexico, Utah, Nevada och Kalifornien och upp mot västra Nordamerika längs Klippiga bergen till Oregonterritoriet där gränsen fastslogs till latitud 42° N. Spanien avstod sina krav på Oregonterritoriet och USA avstod alla krav på området Texas i utbyte mot områdena kring Mexikanska golfkusten öster om Mississippifloden och Florida.

### Floridaköpet

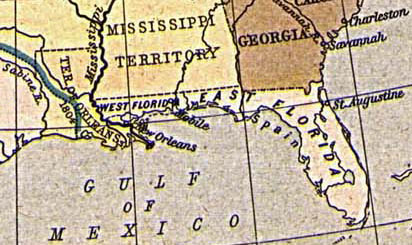
Områdena i Floridaköpet.

Florida bestod av Östra Florida och Västra Florida, arealen omfattade cirka 137 375 km² och övergångssumman var cirka 5 miljoner dollar. Avtalet omfattade dagens:
- den östra delen av Louisiana
- västra och östra Florida
- liten del av Colorado

Spanien avträdde området den 22 februari 1819.